# Stadion w Olimpii
Stadion w Olimpii – starożytny stadion z ok. 775–350 p.n.e. w Olimpii, położony na wschód od Altisu – sanktuarium Zeusa, miejsce rozgrywania wielu konkurencji sportowych podczas starożytnych igrzysk olimpijskich od roku 776 p.n.e. do roku 393 n.e. i Herajów – igrzysk dla kobiet.

## Historia
Zachowany do dziś stadion – usytuowany na wschód od Altisu – to trzeci stadion w Olimpii.
Pierwszy stadion z okresu archaicznego, z poł. VI w. p.n.e. (stadion I) zlokalizowany był na terenie Altisu, na południe od wzgórza Kronos w granicach Altisu, przed skarbcami; po drugiej stronie jego zachodniego boku znajdował się ołtarz Zeusa.
Drugi stadion wzniesiono pod koniec VI w. p.n.e. (stadion II) na wschód od pierwszego – zbocze wzgórza zapewniało miejsce dla publiczności po stronie północnej a po stronie południowej usypano widownię.
Ostateczną formę stadion otrzymał w V w. p.n.e. (stadion III) – z uwagi na ogromną popularność igrzysk został przesunięty 82 m na wschód i 7 m na północ – poza teren Altisu i otoczony łagodnymi stokami dla publiczności. W poł. IV w. p.n.e. stadion został odgrodzony od Altisu nowo-wybudowaną stoe Echo.
W okresie rzymskim stadion został poddany renowacji (stadion IV–V). Pod koniec III w. p.n.e. wzniesiono zadaszone wejście dla sportowców a po stronie zachodniej dodano monumentalny portyk – kryptoportyk.

## Opis
Stadion mieścił ok. 45 tys. widzów, lecz nie miał nigdy wydzielonych miejsc – widzowie siedzieli na trawiastych wzniesieniach usypanych wokół stadionu. Całkowite wymiary stadionu to 212,54 m długości i 30–34 m szerokości, przy czym dwa kamienne znaczniki wyznaczały bieżnię – dystans stadionu równego 192,27 m (600 stóp olimpijskich, przy czym 1 stopa równała się 0,3204 m), zaznaczając linię startu i mety. Każdy stadion w Grecji był równy 600 stopom, ale długość stopy była różna w różnych regionach Grecji: bieżnia na stadionie w Delfach, gdzie rozgrywano igrzyska pytyjskie, miała 192,27 m długości a w Epidauros – 181,3 m. Na stronie południowej stadionu w Olimpii znajdowało się podium dla sędziów, a naprzeciwko, po stronie północnej, stał ołtarz Demeter.
Przy wejściu na stadion znajduje się rząd szesnastu piedestałów, na których stały brązowe posągi Zeusa ufundowane z kar nakładanych na zawodników za oszukiwanie podczas igrzysk – Zanes. Żaden z posagów nie zachował się do naszych czasów. Według greckiego geografa Pauzaniasza, pierwszy posąg został ustawiony w 388 p.n.e. po 98. igrzyskach, kiedy na jednego z zawodników – Eupolosa z Tesalii – została nałożona kara za przekupienie trzech swoich przeciwników w zawodach bokserskich. Posągi wykonane były przez najlepszych ówczesnych artystów, m.in. przez Kleona z Sykionu. Każdy posąg miał na piedestale tabliczkę z nazwiskiem winnego sportowca, co miało odwodzić innych zawodników od oszustw podczas igrzysk.

## Igrzyska
Na stadionie rozgrywano wiele konkurencji sportowych podczas starożytnych igrzysk olimpijskich od roku 776 p.n.e. do roku 393 n.e. oraz Herajów – igrzysk dla kobiet. Na stadionie przeprowadzano zawody lekkoatletyczne: biegi stadion, diaulos, dolichos, hoplitodromos i pięciobój antyczny; pale – zapasy; walki na pieści oraz pankration.
W latach 776–724 p.n.e. jedyną konkurencją igrzysk olimpijskich był stadion – bieg krótki rozgrywany na dystansie jednego stadionu. Pierwsze biegi stadionu w Olimpii odbywały się do ołtarza Zeusa a zwycięzca zapalał stos ofiarny. Pierwszym zwycięzcą w 776 p.n.e. był kucharz Koroibos z Elidy.
W 2004 roku podczas igrzysk olimpijskich w Atenach rozegrano tu zawody pchnięcia kulą.

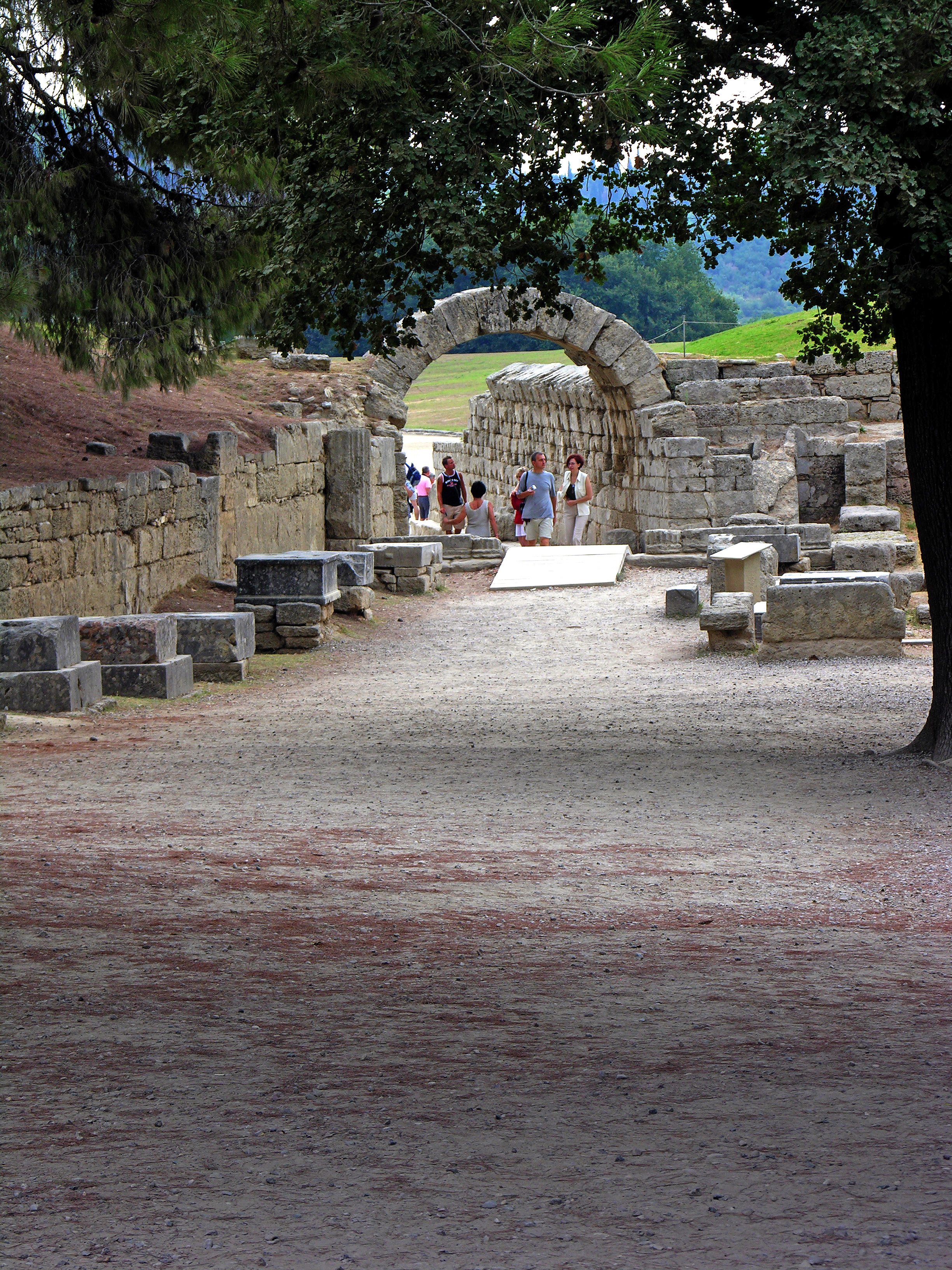
Zanes
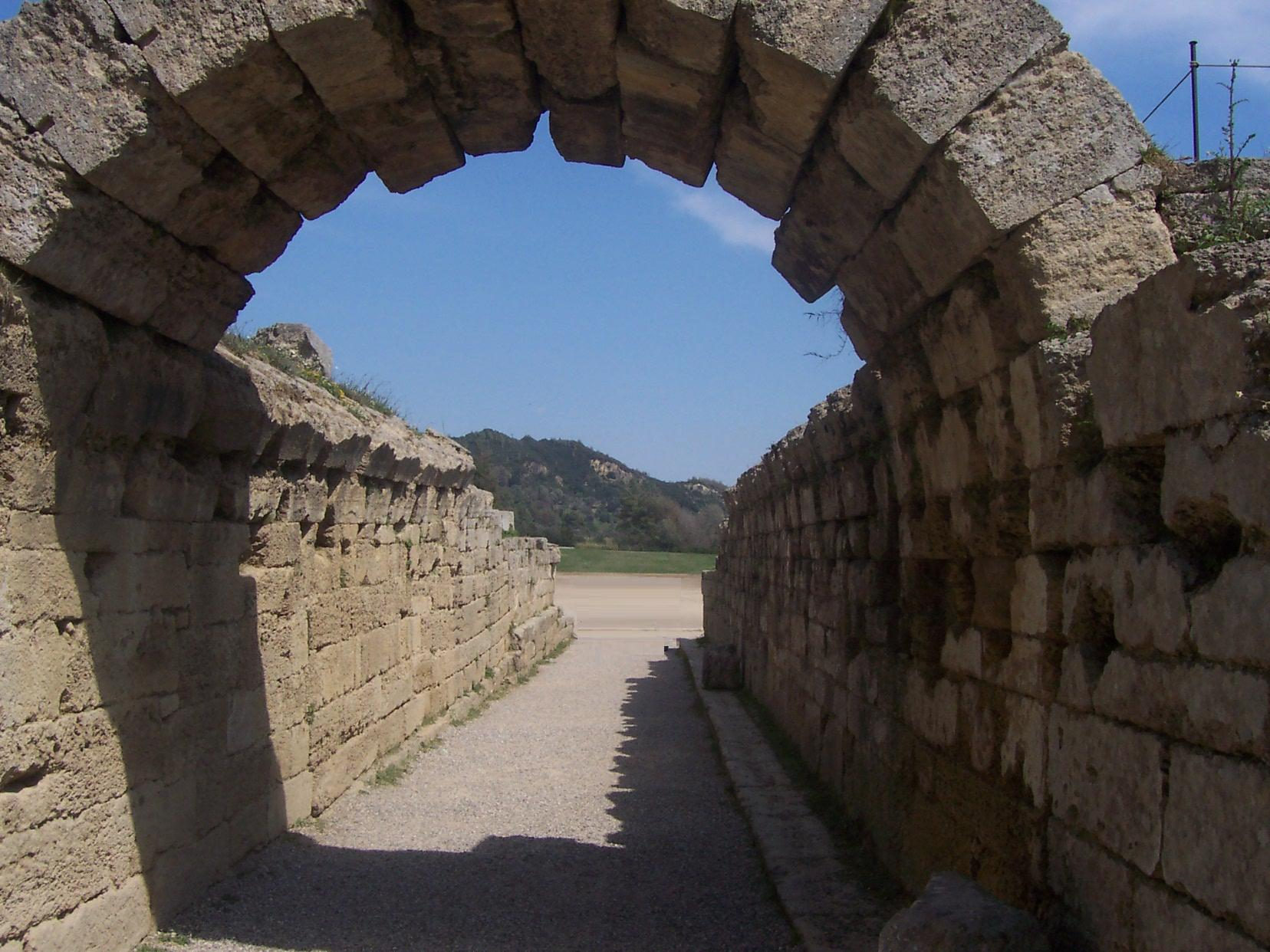
Kryptoportyk
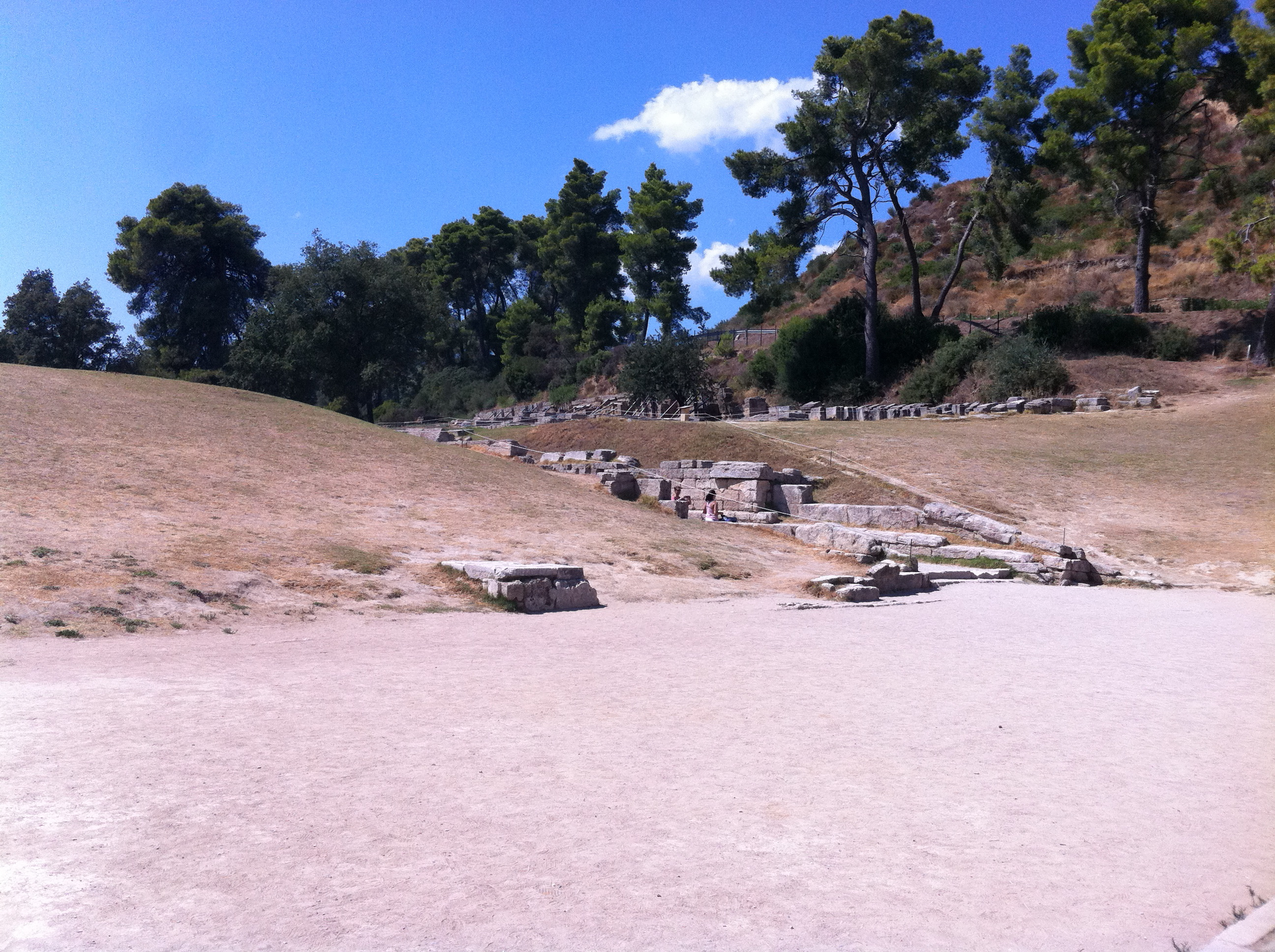
Wejście na stadion – od strony stadionu
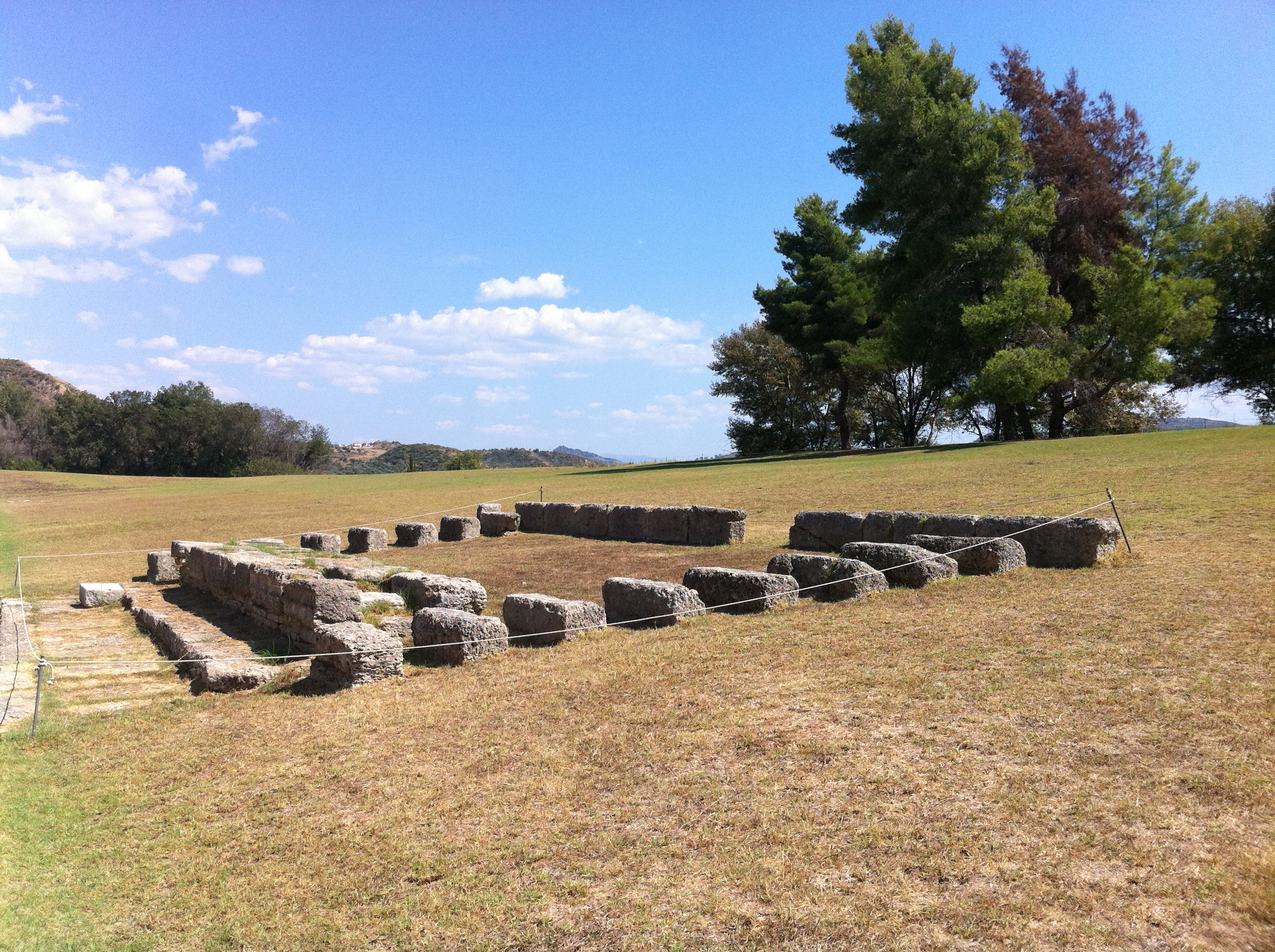
Podium dla sędziów
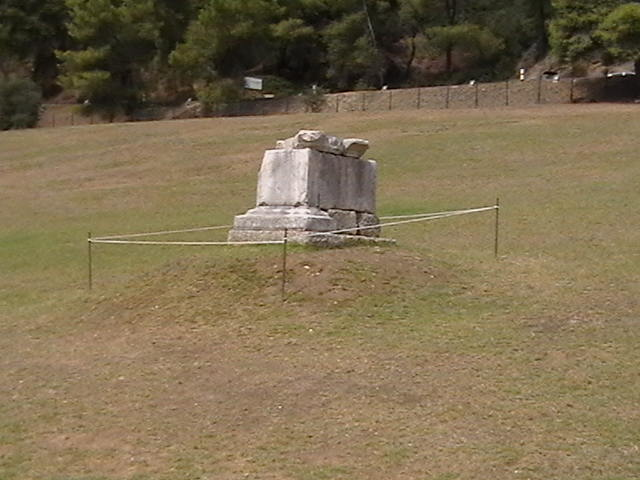
Ołtarz Demeter
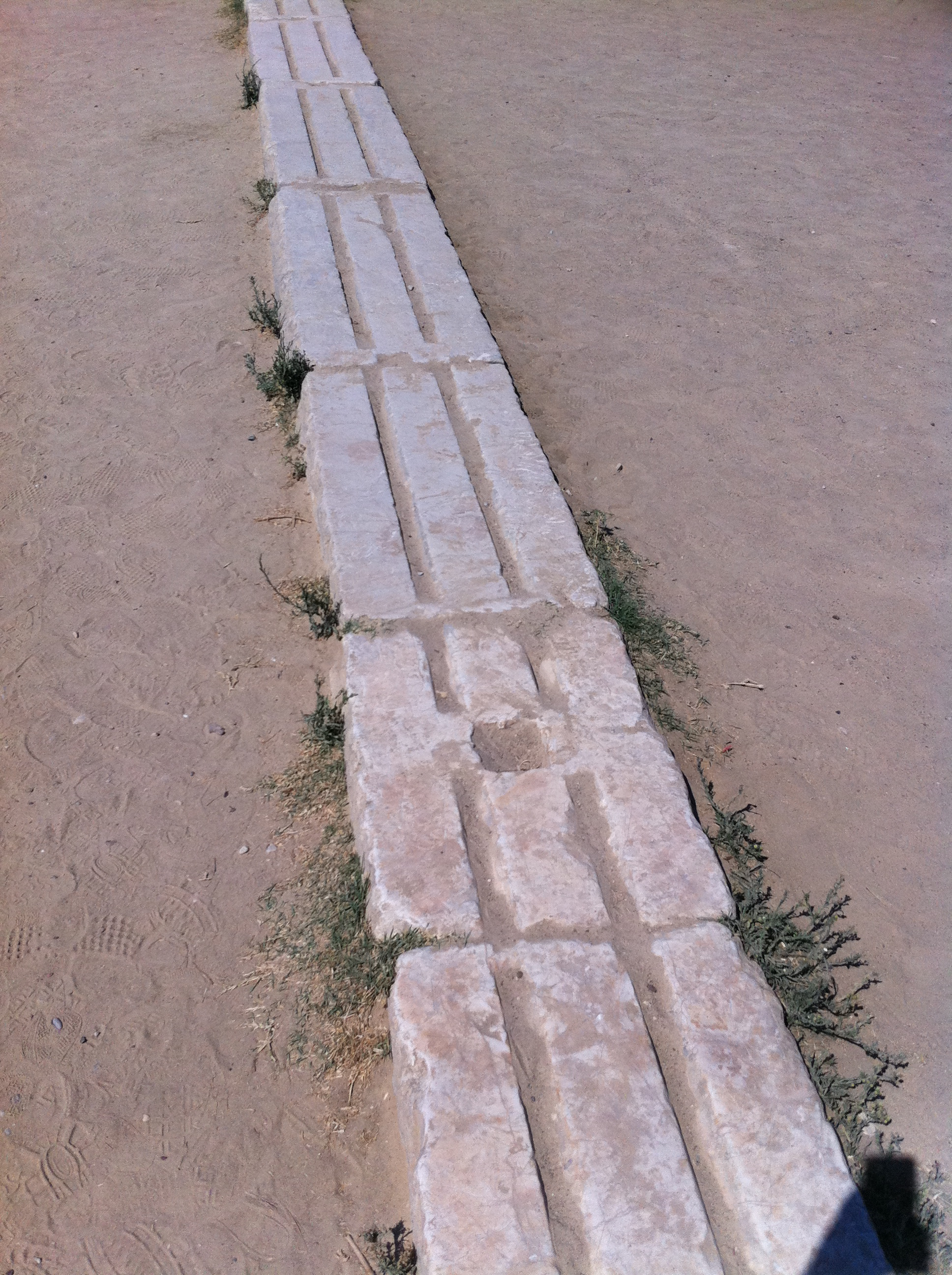
Kamienny znacznik linii startu/mety